# 2300 Stebbins
A 2300 Stebbins (ideiglenes jelöléssel 1953 TG2) a Naprendszer kisbolygóövében található aszteroida. Indianai Egyetem fedezte fel 1953. október 10-én.